# Liechtenstein en los Juegos Olímpicos de Helsinki 1952
Liechtenstein estuvo representado en los Juegos Olímpicos de Helsinki 1952 por dos deportistas masculinos que compitieron en ciclismo.
El equipo olímpico liechtensteiniano no obtuvo ninguna medalla en estos Juegos.